# 搓梭语
搓梭语 (自称：tsʰo55 sɔ55)是一种在中国和老挝使用的彝语南部方言。搓梭人自称tsʰo55 sɔ55，而其他民族称其为排角人。他们被中国政府识别为哈尼族。

## 人口统计
在中国有149搓梭人生活在云南省勐腊县勐伴镇勐伴村曼冈。
在北老挝有400搓梭人生活在丰沙里省的两个村，分别是在本代县和乌德县的板南里 (21°45′15″N 102°11′21″E)和板沙略(Bai 2015:2-3)。板南里比较古老，板沙略的搓梭常驻人口认为他们的祖先来自板南里。两个村庄相距越20千米。
在中国和老挝共计有550名搓梭人。

## 分类
搓梭语和老挝丰沙里省的Khir语最像。它们都属于西拉语组，其中包含西拉语、Sida语、Phusang语、Khir语和搓梭语。